# 坂井真紀 いつだってひまわり!
坂井真紀 いつだってひまわり！（さかいまき いつだってひまわり ）は、1993年10月10日〜1997年4月6日までニッポン放送で日曜日の夜に放送されていたラジオ番組。
パーソナリティは坂井真紀。カラオケ機器の日光堂（現・BMB）がスポンサーであった。
制作局であるニッポン放送での放送時間は、当初は21時30分から22時00分だったが、『古田新太と犬山犬子のサンデーおちゃめナイト』放送開始後は番組内の24時45分から25時15分に変更された。
投稿採用者には、坂井の写真及び番組ロゴの入った特製テレホンカードが贈られた。

## ネットしていた局
- 北海道放送：日曜日 19:00〜19:30 （1）
- STVラジオ：土曜日 23:30〜24:00 （4、5）
- 山梨放送：火曜日 22:30〜23:00 （1、2） → 日曜日 24:30〜25:00 （3） → 土曜日 24:30〜25:00 （4）
- 中部日本放送：日曜日 19:00〜19:30 （1）
- 山陽放送：日曜日 21:00〜21:30 （1）
- 西日本放送：金曜日 23:30〜24:00 （1）
- 福井放送：火曜日 22:30〜23:00 （2）
- 北陸放送：月曜日 22:30〜23:00 （3、4）
- 静岡放送：日曜日 22:00〜22:30 （3、4）
- 大分放送：日曜日 21:55〜22:25 （6、7）

凡例（カッコ内の数字はそれぞれネットされていた期間を表す）
| - 1 - 1993年10月〜1994年3月 - 3 - 1994年10月〜1995年3月 - 5 - 1995年10月〜1996年3月 - 7 - 1996年10月〜1997年3月 | - 2 - 1994年4月〜同年9月 - 4 - 1995年4月〜同年9月 - 6 - 1996年4月〜同年9月 |  |